# كامل الرمالي
كامل الرمالي (1 أكتوبر 1922 ـ 6 فبراير 2011) هو ملحن مصري، ينتمي إلى الجيل الثاني من مؤلفي الموسيقى المصريين، وهو مؤلف أول أوبرا مصرية، والعميد السابق لمعهد الكونسرفتوار بالإسكندرية.

## حياته
ولد كامل الرمالي في محافظة البحيرة في أول أكتوبر 1922. أحب الموسيقى ودرسها في سن مبكرة – بجانب دراسته التقليدية – على عدد من الأساتذة الأجانب الذين كانوا يعيشون أنذاك في مدينة الإسكندرية، وفي عام 1948 فاز كامل الرمالى بالجائزة الأولى في التأليف الموسيقى في مسابقة أجرتها وزارة المعارف. وفي عام 1950 حصل على ليسانس الاداب من قسم الآثار بجامعة الإسكندرية، وبعد تخرجه واصل دراساته الموسيقية في كل من روما ولندن، وفي عام 1959 حصل على شهادة في علوم التأليف الموسيقى من معهد سانتا سيشيليا بإيطاليا، وفي نفس العام حصل على منحة من اليونسكو لدراسة التأليف الموسيقى فسافر إلى كل من إيطاليا وألمانيا وانجلترا.

## مؤلفاته الموسيقية
- أوبرا «حسن البصرى»: كتبها عام 1954، مستوحيًا إياها من ألف ليلة وليلة،[2] وعرض الفصل الثانى منها عام 1956 بقاعة إيوارت بالجامعة الأمريكية بالقاهرة من أشعار محسن الجوهري[2] وإخراج حمدي غيث،[3] وعرضت كاملة – في صورة كونسير – بدون ملابس خاصة أو ديكورات أو حركة مسرحية بدار الأوبرا المصرية في 30 يونيو 1995.[1]
- أوبرا «نفرتيتى الجميلة الآتية»: كتبها في أواخر التسعينيات ولم تقدم بعد.[1][3]
- أوبرا «الساحر»: كتبها في أواخر التسعينيات ولم تقدم بعد.[1][3]
- افتتاحية «قناة السويس»: كتبها عام 1957 عقب تأميم قناة السويس عام 1956.[1]
- فانتازيا للأوبرا والأوركسترا.[1]
- سيمفونية ريفية في سلم صول الكبير: عزفها أوركسترا القاهرة السيمفوني عدة مرات.[1]
- متتالية صورة «شعبية» للأوركسترا: وتتكون من خمس حركات بناها المؤلف على ألحان شعبية مصرية "1968".[1]
- المتتالية الأوركسترالية «نوبيا»: كتبها عام 1989 بعدما قرأ عن حادثة غرق السفينة «نوبيا» في النيل إثر عاصفة قوية قرب مدينة إدفو، وجاءت المتتالية في ثلاث حركات متصلة تصور ما حدث للسفينة منذ بدء رحلتها وحتى غرقها.[1]
- القصيد السيمفونى «حكاية السندباد وطائر الرخ الأسطورى».[1]
- مؤلفاته للبيانو المنفرد: منها «تنويعات على لحن شرقى».[1]
- سوناتينا: سوناتا للتشيللو والبيانو[1]
- موسيقا ثلاث رقصات مصرية[1]

## التكريم
كُرم كامل الرمالى وأهدي درعًا في مهرجان «اتجاهات عربية» الثالث الذي أقيم في دار الاوبرا المصرية في فبراير 2004.، كما أصدرت أكاديمية الفنون المصرية كتابًا تذكاريًا عنه بمناسبة مرور 50 عاما على تقديم أوبرا «حسن البصري».

## من تلاميذه
- منير الوسيمي[4]